# 1936年夏季奥林匹克运动会印度代表团
1936年夏季奥林匹克运动会印度代表团是印度派出的1936年夏季奥林匹克运动会代表团。